# Apterygocampus epinnulatus
Apterygocampus epinnulatus es una especie de pez de la familia Syngnathidae en el orden de los Syngnathiformes.

## Reproducción
Es ovovivíparo y el macho transporta los huevos en una bolsa ventral, la cual se encuentra debajo de la cola.

## Morfología
- Los machos pueden alcanzar 3 cm de longitud total.

## Hábitat
Es un pez de  mar y de clima tropical.

## Distribución geográfica
Se encuentra en Indonesia y Papúa Nueva Guinea.